# Arachonia
Arachonia is een geslacht van vliesvleugeligen uit de familie Pteromalidae. De wetenschappelijke naam van dit geslacht is voor het eerst geldig gepubliceerd in 1957 door Joseph.

## Soorten
Het geslacht Arachonia omvat de volgende soorten:
- Arachonia borneensis Wiebes, 1966
- Arachonia plumosa Joseph, 1957